# Pomnik Ignacego Daszyńskiego w Warszawie
Pomnik Ignacego Daszyńskiego w Warszawie – monument znajdujący się przy placu Na Rozdrożu w warszawskiej dzielnicy Śródmieście. Pomnik upamiętnia  Ignacego Daszyńskiego, premiera rządu lubelskiego z 1918.

## Historia

### Projekt i budowa
W 2012 wieloletnią ideę budowy pomnika Ignacego Daszyńskiego w Warszawie poparł ówczesny Prezydent RP Bronisław Komorowski. W 2017, przewodniczący komitetu budowy pomnika Jerzy Wenderlich zapowiedział odsłonięcie pomnika 11 listopada 2018 w ramach obchodów 100-lecia odzyskania niepodległości przez Polskę. W skład komitetu budowy pomnika weszli między innymi przedstawiciele Kancelarii Prezydenta RP Andrzeja Dudy, wszystkich klubów parlamentarnych, w tym wicemarszałkowie Sejmu – Ryszard Terlecki i Małgorzata Kidawa-Błońska. Autorem projektu pomnika jest Jacek Kucaba.
Pomnik wzniesiono w pobliżu pomnika Romana Dmowskiego, niedaleko Traktu Królewskiego, gdzie znajdują się pomniki innych „Ojców polskiej niepodległości” – Józefa Piłsudskiego, Wincentego Witosa i Ignacego Jana Paderewskiego. Rzeźba znajduje się na skwerze u zbiegu al. Szucha i al. Armii Ludowej (Trasy Łazienkowskiej), przy placu Na Rozdrożu. Przedstawia polityka stojącego przy pulpicie.

### Odsłonięcie
Pomnik uroczyście odsłonięto w dniu Narodowego Święta Niepodległości, przy okazji uroczystych obchodów 100-lecia odzyskania niepodległości przez Polskę – 11 listopada 2018. W uroczystości udział wzięli między innymi wicepremier i minister kultury i dziedzictwa narodowego Piotr Gliński, wicemarszałek Senatu Bogdan Borusewicz, były Prezydent RP Aleksander Kwaśniewski, przewodniczący Ogólnopolskiego Porozumienia Związków Zawodowych Jan Guz, a także działacze Sojuszu Lewicy Demokratycznej, Polskiego Stronnictwa Ludowego, Unii Pracy, Partii Zieloni, Partii Razem i Fundacji Centrum im. Ignacego Daszyńskiego. Do uczestników odsłonięcia list wystosował Prezydent RP Andrzej Duda. List odczytał podsekretarz stanu w kancelarii prezydenta Wojciech Kolarski.